# The Secrets of the Black Arts
The Secrets of the Black Arts es el álbum debut de la banda Dark Funeral, publicado el 28 de enero de 1996 por la discográfica No Fashion. El 31 de julio del mismo año se lanzó una remasterización de este álbum con un CD bonus que consistía en la versión original del álbum.

## Producción
La producción original de este álbum fue producida por Dan Swanö en Unisound Studios. Según Blackmoon él dice que este álbum se remazterizó por la severidad no profesional y manera de realizarlo por Mr.Swanö. Y continuo diciendo que venían muy cansados de trabajar y con mucho dolor de cabeza para grabar al estudio. Él también hablo del baterista, que no tocaba bien en el estudio como debía hacerlo, ya que él había dicho que era un baterista profesional. Así que el álbum terminó siendo un desastre fue lo que dijo Blackmoon en una entrevista.
El resto de la banda estuvo satisfecha con la producción original y al masterizarlo también pero esta vez sin Blackmoon ya que se opuso a trabajar con ellos en esas condiciones.

## Listado de canciones
1. "The Dark Age Has Arrived (intro)" - 0:16
2. "The Secrets of the Black Arts" - 3:42
3. "My Dark Desires" - 3:47
4. "The Dawn No More Rises" - 4:00
5. "When Angels Forever Die" - 4:07
6. "The Fire Eternal" - 3:55
7. "Satan's Mayhem" - 4:54
8. "Shadows Over Transylvania" - 3:41
9. "Bloodfrozen" - 4:21
10. "Satanic Blood" - 2:11
11. "Dark Are the Paths to Eternity (A Summoning Nocturnal)" - 5:59

### CD Bonus (Rematerizado)
1. "Shadows Over Transylvania"
2. "Dawn No More Rises"
3. "Secrets of the Black Arts"
4. "Satans Mayhem"
5. "Bloodfrozen"
6. "My Dark Desires"
7. "Dark Are the Paths to Eternity (A Summoning Nocturnal)"
8. "Fire Eternal"

## Personal
- Lord Ahriman - Guitarra principal
- Blackmoon - Guitarra rítmica (canción 10 bonus CD)
- Themgoroth - Bajo/Vocales
- Equimanthorn - Batería